# باول ماكينا
باول ماكينا (بالإنجليزية: Paul McKenna)‏ هو لاعب كرة قدم بريطاني في مركز الوسط، ولد في 20 أكتوبر 1977 في Chorley ‏ في المملكة المتحدة. لعب مع بريستون نورث إيند ونوتينغهام فورست وهال سيتي.

## وصلات خارجية
- باول ماكينا على موقع قاعدة بيانات كرة القدم.إي يو (الإنجليزية)
- باول ماكينا على موقع Soccerbase.com (لاعب) (الإنجليزية)
- باول ماكينا على موقع عالم كرة القدم.نت (الإنجليزية)